# Huldra
Huldra (norw. huldra - ukryta) – żeński demon, postać z skandynawskich wierzeń ludowych. 
Występuje w liczbie pojedynczej jako demon lub mnogiej (huldry) określającej rodzaj stworzeń mitycznych.
Huldra miała postać pięknej, nagiej kobiety z długimi włosami, czasami z ogonem krowim lub lisim. Można było je spotkać w lesie, w górach lub nad wodą. W późniejszym okresie huldry miały pojawiać się w osobie pięknej wieśniaczki.  
Huldry pomagały ludziom pracującym w lesie lub na wodzie (rybakom, wypalaczom węgla drzewnego). Jednakże jeżeli któryś z nich się w jednej z nich zakochał - zabierały go ze sobą do swojego świata. Mogło się zdarzyć również, że huldry poślubiały ludzi, wtedy odpadały im ogony, a one same żyjąc między ludźmi unikały kościoła.